# Acalolepta pici
Acalolepta pici là một loài bọ cánh cứng trong họ Cerambycidae.